# Alicia Hoskin
Alicia Hoskin (Gisborne, 6 de febrero de 2000) es una deportista neozelandesa que compite en piragüismo en la modalidad de aguas tranquilas.
Participó en dos Juegos Olímpicos de Verano, obteniendo dos medallas de oro en París 2024, en las pruebas de K2 500 m y K4 500 m, y el cuarto lugar en Tokio 2020, en la misma prueba.
Ganó una medalla de oro en el Campeonato Mundial de Piragüismo de 2023, en el K4 500 m.

## Palmarés internacional
| Juegos Olímpicos   | Juegos Olímpicos     | Juegos Olímpicos | Juegos Olímpicos |
| Año                | Lugar                | Medalla          | Competición      |
| ------------------ | -------------------- | ---------------- | ---------------- |
| 2024               | París (Francia)      | Medalla de oro   | K2 500 m         |
| 2024               | París (Francia)      | Medalla de oro   | K4 500 m         |
| Campeonato Mundial |                      |                  |                  |
| Año                | Lugar                | Medalla          | Competición      |
| 2023               | Duisburgo (Alemania) | Medalla de oro   | K4 500 m         |